# Kóny
Kóny – wieś i gmina w północno-zachodniej części Węgier, w pobliżu miasta Csorna. Gmina liczy 2 631 mieszkańców (styczeń 2011) i zajmuje obszar 28,88 km².
Miejscowość leży na obszarze Małej Niziny Węgierskiej, kilkanaście kilometrów od granic słowackiej i austriackiej. Administracyjnie należy do powiatu Csorna, wchodzącego w skład komitatu Győr-Moson-Sopron.